# Lijst van Eerste Kamerleden 1974-1977
Lijst van Eerste Kamerleden 1974-1977 geeft een overzicht van de leden van de Nederlandse Eerste Kamer in de periode tussen de verkiezingen van 1974 en de verkiezingen van 1977. De zittingsperiode van de Eerste Kamer ging in op 17 september 1974 en eindigde op 20 september 1977. 
De Eerste Kamer telde 75 leden, gekozen door de leden van Provinciale Staten in de elf provincies. Eerste Kamerleden werden gekozen voor een termijn van zes jaar; om de drie jaar werd de helft van de Eerste Kamer vernieuwd.
| Naam                         | politieke partij                        | KG  | begindatum        | einddatum         | refs   |
| ---------------------------- | --------------------------------------- | --- | ----------------- | ----------------- | ------ |
| Marius Agterberg             | Politieke Partij Radikalen              | II  | 11-05-1971 [ d ]  | 20 september 1977 | [ 1 ]  |
| Wil Albeda                   | Anti-Revolutionaire Partij              | II  | 11-05-1971 [ d ]  | 20 september 1977 | [ 2 ]  |
| Hedy d'Ancona                | Partij van de Arbeid                    | III | 17 september 1974 | 15-09-1980 [ e ]  | [ 3 ]  |
| Jan Baas                     | Volkspartij voor Vrijheid en Democratie | II  | 11-05-1971 [ d ]  | 20 september 1977 | [ 4 ]  |
| Wiert Berghuis               | Anti-Revolutionaire Partij              | II  | 11-05-1971 [ d ]  | 20 september 1977 | [ 5 ]  |
| Tom Boekman                  | Communistische Partij Nederland         | IV  | 11-05-1971 [ d ]  | 20 september 1977 | [ 6 ]  |
| Piet Boukema                 | Anti-Revolutionaire Partij              | III | 17 september 1974 | 1 juni 1976       | [ 7 ]  |
| Jan Broeksz                  | Partij van de Arbeid                    | I   | 17 september 1974 | 15-09-1980 [ e ]  | [ 8 ]  |
| Edward Brongersma            | Partij van de Arbeid                    | IV  | 11-05-1971 [ d ]  | 20 september 1977 | [ 9 ]  |
| Jan Christiaanse             | Anti-Revolutionaire Partij              | IV  | 11-05-1971 [ d ]  | 20 september 1977 | [ 10 ] |
| Isaäc Diepenhorst            | Anti-Revolutionaire Partij              | I   | 17 september 1974 | 15-09-1980 [ e ]  | [ 11 ] |
| Doeke Eisma                  | Democraten 66                           | II  | 11-05-1971 [ d ]  | 20 september 1977 | [ 12 ] |
| Piet Elfferich               | Anti-Revolutionaire Partij              | IV  | 11-05-1971 [ d ]  | 20 september 1977 | [ 13 ] |
| Frans Feij                   | Volkspartij voor Vrijheid en Democratie | I   | 17 september 1974 | 15-09-1980 [ e ]  | [ 14 ] |
| Jo Franssen                  | Katholieke Volkspartij                  | I   | 17 september 1974 | 15-09-1980 [ e ]  | [ 15 ] |
| Eddy de Geer van Oudegein    | Christelijk-Historische Unie            | I   | 17 september 1974 | 15-09-1980 [ e ]  | [ 16 ] |
| Netty van Gent-de Ridder     | Katholieke Volkspartij                  | IV  | 15 februari 1977  | 20 september 1977 | [ 17 ] |
| Jacques Gooden               | Katholieke Volkspartij                  | I   | 17 september 1974 | 15-09-1980 [ e ]  | [ 18 ] |
| Wessel Hartog                | Communistische Partij Nederland         | II  | 11-05-1971 [ d ]  | 20 september 1977 | [ 19 ] |
| Jan Heij                     | Christelijk-Historische Unie            | II  | 11-05-1971 [ d ]  | 20 september 1977 | [ 20 ] |
| Henk Heijne Makkreel         | Volkspartij voor Vrijheid en Democratie | III | 29 maart 1977     | 15-09-1980 [ e ]  | [ 21 ] |
| Guus van Hemert tot Dingshof | Volkspartij voor Vrijheid en Democratie | I   | 17 september 1974 | 15-09-1980 [ e ]  | [ 22 ] |
| Wim Hendriks                 | Partij van de Arbeid                    | IV  | 9 september 1975  | 20 september 1977 | [ 23 ] |
| Ien van den Heuvel           | Partij van de Arbeid                    | I   | 17 september 1974 | 15-09-1980 [ e ]  | [ 24 ] |
| Lou Hoefnagels               | Politieke Partij Radikalen              | I   | 17 september 1974 | 15-09-1980 [ e ]  | [ 25 ] |
| Johan van Hulst              | Christelijk-Historische Unie            | IV  | 11-05-1971 [ d ]  | 20 september 1977 | [ 26 ] |
| Gerbrand de Jong             | Volkspartij voor Vrijheid en Democratie | III | 17 september 1974 | 15-09-1980 [ e ]  | [ 27 ] |
| Antonia ten Kate             | Christelijk-Historische Unie            | II  | 25 maart 1975     | 20 september 1977 | [ 28 ] |
| Joop Kaulingfreks            | Katholieke Volkspartij                  | IV  | 11-05-1971 [ d ]  | 20 september 1977 | [ 29 ] |
| Dik van Kleef                | Politieke Partij Radikalen              | III | 17 september 1974 | 15-09-1980 [ e ]  | [ 30 ] |
| André Kloos                  | Partij van de Arbeid                    | III | 17 september 1974 | 15-09-1980 [ e ]  | [ 31 ] |
| Sieto Knottnerus             | Christelijk-Historische Unie            | II  | 11-05-1971 [ d ]  | 15 januari 1975   | [ 32 ] |
| Gerard Kolthoff              | Partij van de Arbeid                    | II  | 11-05-1971 [ d ]  | 20 september 1977 | [ 33 ] |
| Bram Koopman                 | Partij van de Arbeid                    | III | 17 september 1974 | 15-09-1980 [ e ]  | [ 34 ] |
| Wim Kremer                   | Communistische Partij Nederland         | III | 17 september 1974 | 15-09-1980 [ e ]  | [ 35 ] |
| Chris van Krimpen            | Partij van de Arbeid                    | II  | 23 november 1976  | 20 september 1977 | [ 36 ] |
| Bert van Kuik                | Katholieke Volkspartij                  | I   | 17 september 1974 | 15-09-1980 [ e ]  | [ 37 ] |
| Willy Kweksilber             | Partij van de Arbeid                    | III | 17 september 1974 | 15-09-1980 [ e ]  | [ 38 ] |
| Henk Letschert               | Katholieke Volkspartij                  | III | 17 september 1974 | 15-09-1980 [ e ]  | [ 39 ] |
| Hendrik Louwes               | Volkspartij voor Vrijheid en Democratie | II  | 11-05-1971 [ d ]  | 20 september 1977 | [ 40 ] |
| Adri Maaskant                | Partij van de Arbeid                    | II  | 11-05-1971 [ d ]  | 20 september 1977 | [ 41 ] |
| Frans van der Maden          | Katholieke Volkspartij                  | II  | 11-05-1971 [ d ]  | 20 september 1977 | [ 42 ] |
| Simon van Marion             | Boerenpartij                            | I   | 17 september 1974 | 26 oktober 1976   | [ 43 ] |
| Bertus Maris                 | Boerenpartij                            | I   | 23 november 1976  | 15-09-1980 [ e ]  | [ 44 ] |
| Bob Mater                    | Partij van de Arbeid                    | I   | 17 september 1974 | 15-09-1980 [ e ]  | [ 45 ] |
| Eibert Meester               | Partij van de Arbeid                    | II  | 11-05-1971 [ d ]  | 1 september 1976  | [ 46 ] |
| Gérard Mertens               | Katholieke Volkspartij                  | I   | 17 september 1974 | 15-09-1980 [ e ]  | [ 47 ] |
| Koert Meuleman               | Staatkundig Gereformeerde Partij        | IV  | 11-05-1971 [ d ]  | 20 september 1977 | [ 48 ] |
| Jan Mol                      | Partij van de Arbeid                    | I   | 1 februari 1977   | 15-09-1980 [ e ]  | [ 49 ] |
| Gerard Nederhorst            | Partij van de Arbeid                    | II  | 11-05-1971 [ d ]  | 20 september 1977 | [ 50 ] |
| Maarten de Niet              | Partij van de Arbeid                    | IV  | 11-05-1971 [ d ]  | 20 september 1977 | [ 51 ] |
| Frederik Piket               | Christelijk-Historische Unie            | IV  | 11-05-1971 [ d ]  | 20 september 1977 | [ 52 ] |
| Carel Polak                  | Volkspartij voor Vrijheid en Democratie | III | 17 september 1974 | 28 maart 1977     | [ 53 ] |
| Minus Polak                  | Volkspartij voor Vrijheid en Democratie | IV  | 15 juni 1976      | 20 september 1977 | [ 54 ] |
| Henk Rang                    | Democraten 66                           | IV  | 11-05-1971 [ d ]  | 20 september 1977 | [ 55 ] |
| Jan Reijnen                  | Katholieke Volkspartij                  | II  | 11-05-1971 [ d ]  | 20 september 1977 | [ 56 ] |
| Harm van Riel                | Volkspartij voor Vrijheid en Democratie | IV  | 11-05-1971 [ d ]  | 3 juni 1976       | [ 57 ] |
| Bertus de Rijk               | Partij van de Arbeid                    | IV  | 11-05-1971 [ d ]  | 20 september 1977 | [ 58 ] |
| Dirk Rijnders                | Christelijk-Historische Unie            | II  | 11-05-1971 [ d ]  | 20 september 1977 | [ 59 ] |
| Johan Schlingemann           | Volkspartij voor Vrijheid en Democratie | I   | 17 september 1974 | 15-09-1980 [ e ]  | [ 60 ] |
| Wim Schuijt                  | Katholieke Volkspartij                  | IV  | 11-05-1971 [ d ]  | 20 september 1977 | [ 61 ] |
| Bert Schwarz                 | Democraten 66                           | IV  | 11-05-1971 [ d ]  | 20 september 1977 | [ 62 ] |
| Haya van Someren             | Volkspartij voor Vrijheid en Democratie | III | 17 september 1974 | 15-09-1980 [ e ]  | [ 63 ] |
| Eef Steenbergen              | Partij van de Arbeid                    | III | 17 september 1974 | 1 februari 1976   | [ 64 ] |
| Piet Steenkamp               | Katholieke Volkspartij                  | III | 24 september 1974 | 15-09-1980 [ e ]  | [ 65 ] |
| Suzanne Steigenga-Kouwe      | Partij van de Arbeid                    | III | 2 maart 1976      | 15-09-1980 [ e ]  | [ 66 ] |
| Jan Teijssen                 | Katholieke Volkspartij                  | I   | 17 september 1974 | 15-09-1980 [ e ]  | [ 67 ] |
| Frits Terwindt               | Katholieke Volkspartij                  | II  | 11-05-1971 [ d ]  | 20 september 1977 | [ 68 ] |
| Theo Thurlings               | Katholieke Volkspartij                  | I   | 17 september 1974 | 15-09-1980 [ e ]  | [ 69 ] |
| Pieter Tjeerdsma             | Anti-Revolutionaire Partij              | III | 15 juni 1976      | 15-09-1980 [ e ]  | [ 70 ] |
| Maurits Troostwijk           | Partij van de Arbeid                    | IV  | 11-05-1971 [ d ]  | 26 augustus 1975  | [ 71 ] |
| Nic Tummers                  | Partij van de Arbeid                    | I   | 17 september 1974 | 15-09-1980 [ e ]  | [ 72 ] |
| Rien Verburg                 | Partij van de Arbeid                    | I   | 17 september 1974 | 1 januari 1977    | [ 73 ] |
| Wim Vergeer                  | Katholieke Volkspartij                  | I   | 17 september 1974 | 15-09-1980 [ e ]  | [ 74 ] |
| Anne Vermeer                 | Partij van de Arbeid                    | II  | 11-05-1971 [ d ]  | 20 september 1977 | [ 75 ] |
| Hugo Versloot                | Partij van de Arbeid                    | IV  | 11-05-1971 [ d ]  | 20 september 1977 | [ 76 ] |
| Jan Reinier Voûte            | Volkspartij voor Vrijheid en Democratie | III | 24 februari 1976  | 15-09-1980 [ e ]  | [ 77 ] |
| Jan de Vreeze                | Katholieke Volkspartij                  | II  | 30 september 1975 | 20 september 1977 | [ 78 ] |
| Klaas de Vries               | Christelijk-Historische Unie            | III | 24 september 1974 | 15-09-1980 [ e ]  | [ 79 ] |
| Nico Vugts                   | Katholieke Volkspartij                  | IV  | 11-05-1971 [ d ]  | 1 februari 1977   | [ 80 ] |
| Constant van Waterschoot     | Politieke Partij Radikalen              | I   | 17 september 1974 | 15-09-1980 [ e ]  | [ 81 ] |
| Ym van der Werff             | Volkspartij voor Vrijheid en Democratie | I   | 17 september 1974 | 15-09-1980 [ e ]  | [ 82 ] |
| Bob de Wilde                 | Volkspartij voor Vrijheid en Democratie | III | 29 oktober 1974   | 1 februari 1976   | [ 83 ] |
| Kees IJmkers                 | Communistische Partij Nederland         | III | 17 september 1974 | 15-09-1980 [ e ]  | [ 84 ] |
| Dick de Zeeuw                | Katholieke Volkspartij                  | II  | 11-05-1971 [ d ]  | 26 augustus 1975  | [ 85 ] |
| Jan Zoon                     | Partij van de Arbeid                    | III | 17 september 1974 | 15-09-1980 [ e ]  | [ 86 ] |
| Guus Zoutendijk              | Volkspartij voor Vrijheid en Democratie | IV  | 11-05-1971 [ d ]  | 20 september 1977 | [ 87 ] |